# Марусинское сельское поселение
Марусинское се́льское поселе́ние — муниципальное образование в районе имени Лазо Хабаровского края Российской Федерации. Образовано в 2004 году.
Административный центр — село Марусино.

## Население
| 2010  | 2011  | 2012  | 2013  | 2014  | 2015  | 2016  |
| ----- | ----- | ----- | ----- | ----- | ----- | ----- |
| 1042  | ↘1041 | ↘1035 | ↘1030 | ↘1016 | ↗1027 | ↗1039 |
| 2017  | 2018  | 2019  | 2020  | 2021  |       |       |
| ↘1009 | ↘995  | ↘993  | ↘985  | ↗1067 |       |       |

## Населённые пункты
В состав поселения входят 4 населённых пункта:
| № | Населённый пункт        | Тип  | Население |
| - | ----------------------- | ---- | --------- |
| 1 | Васильевка              | село | ↗108      |
| 2 | Второй Сплавной Участок | село | ↗82       |
| 3 | Марусино                | село | ↗485      |
| 4 | Соколовка               | село | ↗392      |